# Friedrich-Georg Eberhardt
Friedrich-Georg Eberhardt (Strasburgo, 15 gennaio 1892 – Wiesbaden, 9 settembre 1964) è stato un generale tedesco.
Ufficiale della Wehrmacht durante la seconda guerra mondiale, nel corso del conflitto comandò le forze tedesche impegnate a Danzica durante la campagna di Polonia per poi passare alla guida della 60. Infanterie-Division, della 38. Infanterie-Division e quindi della 286. Sicherungs-Division, prestando servizio tanto sul fronte occidentale che sul fronte orientale
Fu insignito della croce di cavaliere della croce di ferro, la più alta onorificenza tedesca durante il secondo conflitto mondiale